# Augustin Sageret
Pour les articles homonymes, voir Sageret.
Augustin Sageret (1763-1851) est un botaniste français pionnier de l'hybridation végétale.

## Biographie
Il participe à la fondation de la Société d'horticulture de Paris et est membre de la Société royale et centrale d'agriculture. Il conduit des recherches agronomiques à Lorris (Loiret), où il s’installe vers 1819. Il s’intéresse notamment à l’hybridation.
En 1826, après avoir fait une expérience sur le croisement de melons, il constate que les hybrides obtenus ne sont pas intermédiaires entre les deux parents : pour chaque caractère il y a une étroite ressemblance soit avec l'un, soit avec l'autre parent. Il en vient à cette conclusion « que la ressemblance d'un hybride à ses deux parents consiste, en général, non en une fusion intime des divers caractères, mais en une distribution égale ou inégale des caractères inchangés : je dis égale ou inégale, car cette distribution est loin d'être la même chez tous les individus hybrides de même provenance, et il existe parmi eux une grande diversité » est le premier à utiliser le terme de « dominants » pour désigner la prépondérance de certains caractères. Il est aussi conscient de la possibilité d'une combinatoire des caractères : « On ne peut être assez admiratif devant la simplicité des moyens par lesquels la nature s'est dotée de la capacité de varier à l'infini ses productions et d'éviter la monotonie. Un petit nombre d'entre eux, l'union et la ségrégation des caractères, combinés de diverses façons, peuvent conduire à un nombre infini de variétés ». Il a écrit de très nombreux articles sur la pomme de terre, en particulier dans la Feuille du Cultivateur et dans les Annales de l’agriculture française.

## Publications
- Mémoire sur l’agriculture d’une partie du département du Loiret, et sur quelques tentatives d’amélioration, Paris : Mme Huzard, 1800, in-8°, 112 p. ; Paris, 1809, in-8°, 112 p. ; extrait des Mémoires de la Société d'agriculture du département de la Seine, en 1800, t. XI
- De la culture et des usages de la pomme de terre, 1814, in-4° ; extrait du tome V de la section ‘Agriculture’ de l’Encyclopédie méthodique
- Pomologie physiologique ou Traité du perfectionnement de la fructification, 1830 Texte en ligne
- Mémoire sur le semis de la solanée parmentière ou pomme de terre d'après plusieurs expériences faites à diverses époques, et récemment en 1813, à Paris, Mme Huzard 1814, extrait des Annales de l'Agriculture Française tome LVI.
- Moyen de restauration d'un mauvais bois, exécuté en mars 1809, à la terre d'Ouchamp, département du Loiret, avec diverses observations et réflexions; à Paris, Mme Huzard 1810, extrait des Annales de l'Agriculture française, tome XLII.
- Considérations sur la taille des arbres à fruit, à Paris, Mme Huzard 1818, extrait des Annales de l'Agriculture française, deuxième série, tome IV.
- Discussion sur l'existence des deux sèves, dites de printemps et d'aout; exposition de quelques idées sur leur nature, leur cause et leurs effets présumés, à Paris, Mme Huzard, 1818, extrait des Annales de l'Agriculture française, deuxième série, tome I.